# Ragini
Ragini (27 de marzo de 1937 - 30 de diciembre de 1976) fue una actriz y bailarina india. 

## Trayectoria
Siendo la más joven de las hermanas Travancore; Lalitha, Padmini y Ragini.
Comenzó su carrera como actriz a mediados de la década de 1950 junto con su hermana Padmini y apareció en películas de diferentes idiomas indios, incluyendo Malayalam, Hindi, Tamil y Telugu. 
También protagonizó junto a Shammi Kapoor en la película Mujrim (1958). Interpretó el papel de Parvati junto a Trilok Kapoor, que interpretó a Shiva en la película de 1962 Shiv Parvati. Se considera que la era de la danza en el cine hindi comenzó con la entrada de Ragini y otras actrices del sur de la India.
Ragini murió de cáncer de mama en 1976. 